# Millry
Millry est une municipalité américaine située dans le comté de Washington en Alabama.

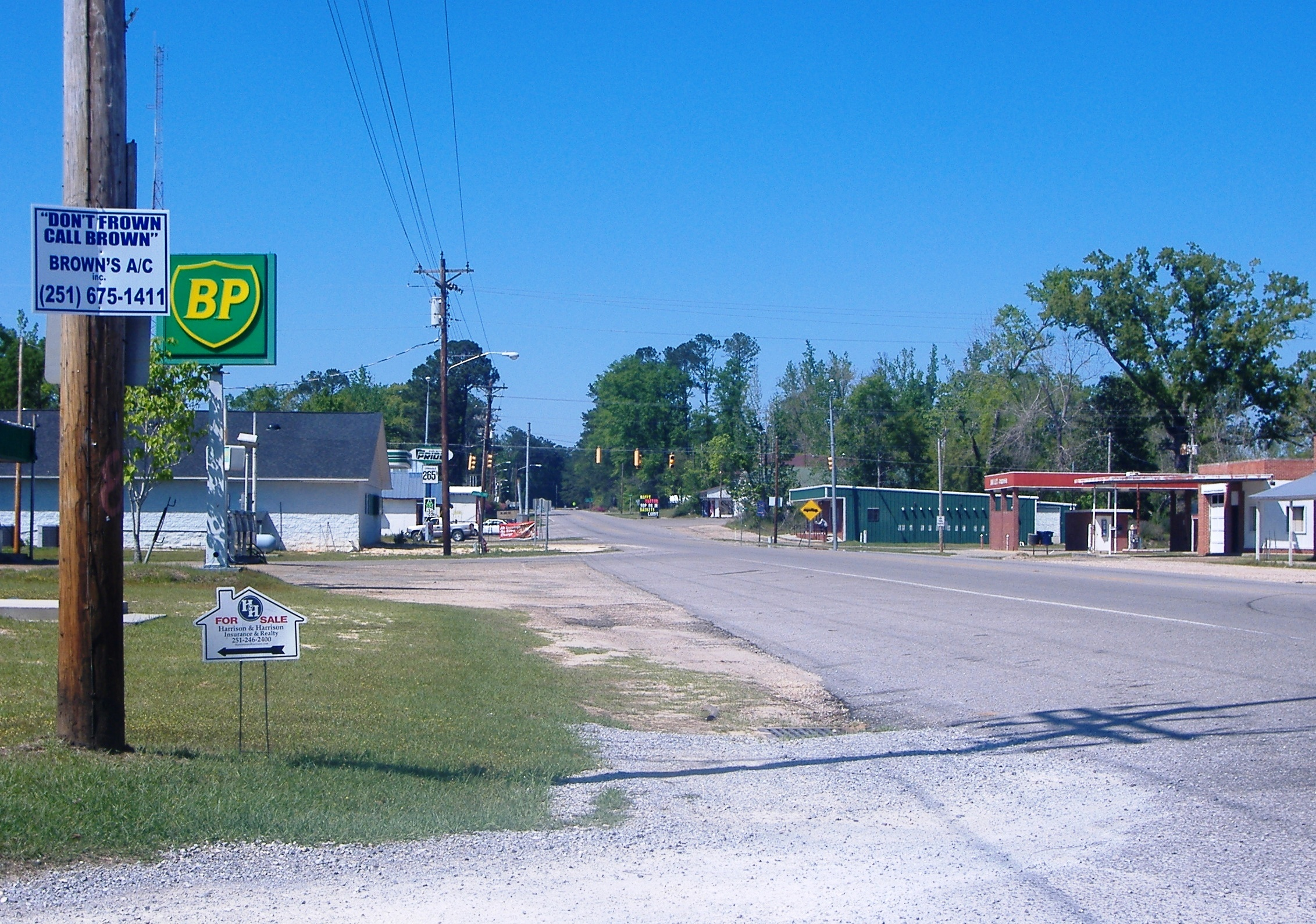
Millry, Alabama

Selon le recensement de 2010, sa population est de 546 habitants. La municipalité s'étend sur 7,51 milles carrés (19,45 km2).
La localité doit son nom au Mill Creek (« le ruisseau du moulin »). Elle devient une municipalité en 1947.

## Démographie
| 1950 | 1960 | 1970 | 1980 | 1990 | 2000 | 2010 | - |
| ---- | ---- | ---- | ---- | ---- | ---- | ---- | - |
| 607  | 645  | 911  | 956  | 781  | 615  | 546  | - |